# Wimbledon Championships 1903
Die 27. Auflage der Wimbledon Championships fand 1903 auf dem Gelände des All England Lawn Tennis and Croquet Club an der Worple Road statt.

## Herreneinzel
Laurence Doherty errang seinen zweiten von fünf Siegen in Folge. Er besiegte in der Challenge Round Frank Riseley.

## Dameneinzel
Dorothea Douglass konnte das All-Comers-Finale gegen Ethel Thomson für sich entscheiden. Die Vorjahressiegerin Muriel Robb trat nicht zur Titelverteidigung an.

## Herrendoppel
Laurence und Reginald Doherty besiegten in der Challenge Round Sydney Smith und Frank Riseley mit 6:4, 6:4 und 6:4.